# Шпиколосівська сільська рада
Шпиколосівська сільська́ ра́да — адміністративно-територіальна одиниця та орган місцевого самоврядування у Кременецькому районі Тернопільської області. Адміністративний центр — село Шпиколоси.

## Загальні відомості
- Територія ради: 21,72 км²
- Населення ради: 483 особи (станом на 2001 рік)

## Населені пункти
Сільській раді підпорядковані населені пункти:
- с. Шпиколоси

## Склад ради
Рада складається з 15 депутатів та голови.
- Голова ради: Мартинюк Петро Васильович
- Секретар ради: Пилипчук Ольга Пантелеймонівна

### Керівний склад попередніх скликань
| Прізвище, ім'я, по батькові | Основні відомості                                                 | Дата обрання | Дата звільнення |
| --------------------------- | ----------------------------------------------------------------- | ------------ | --------------- |
| Мартинюк Петро Васильович   | Сільський голова, 1965 року народження, освіта вища, безпартійний | 26.03.2006   | 31.10.2010      |
| Мартинюк Петро Васильович   | Сільський голова, 1965 року народження, освіта вища, безпартійний | 31.10.2010   |                 |

Примітка: таблиця складена за даними сайту Верховної Ради України

### Депутати
За результатами місцевих виборів 2010 року депутатами ради стали:

#### За суб'єктами висування
| Суб'єкт висування | Кількість обраних депутатів | %   |
| ----------------- | --------------------------- | --- |
| Самовисування     | 15                          | 100 |

#### За округами
| № округу | Прізвище, ім'я, по батькові     | Дата визнання обраним | Освіта  | Партійна приналежність                        | Відомості про обраного депутата                                         |
| -------- | ------------------------------- | --------------------- | ------- | --------------------------------------------- | ----------------------------------------------------------------------- |
| 1        | Каленик Петро Костянтинович     | 31.10.2010            | середня | член Всеукраїнського об'єднання «Батьківщина» | тимчасово не працює                                                     |
| 2        | Басаманович Неоніла Максимівна  | 31.10.2010            | середня | позапартійна                                  | ТЗОВ «Укрмолпродукт», зливщик молока                                    |
| 3        | Семенюк Оксана Іванівна         | 31.10.2010            | середня | позапартійна                                  | тимчасово не працює                                                     |
| 4        | Вознюк Неля Євгенівна           | 31.10.2010            | середня | член Єдиного Центру                           | Шпиколосівська сільська рада, землевпорядник                            |
| 5        | Гонтарук Ольга Омелянівна       | 31.10.2010            | середня | позапартійна                                  | Управління праці та соціального захисту населення, соціальний працівник |
| 6        | Пилипчук Ольга Пантелеймонівна  | 31.10.2010            | середня | позапартійна                                  | Шпиколоська сільська рада, секретар сільської ради                      |
| 7        | Волянюк Оверкій Антонович       | 31.10.2010            | середня | член Народної партії                          | пенсіонер                                                               |
| 8        | Карпюк Марія Василівна          | 31.10.2010            | вища    | позапартійна                                  | Шпиколосівська загальноосвітня школа, вчитель                           |
| 9        | Мовчан Тетяна Володимирівна     | 31.10.2010            | середня | позапартійна                                  | тимчасово не працює                                                     |
| 10       | Пташнюк Олександр Давидович     | 31.10.2010            | середня | член Всеукраїнського об'єднання «Батьківщина» | Шпиколосівська сільська рада, зав.клубом                                |
| 11       | Харчук Іванна Іванівна          | 31.10.2010            | вища    | член Всеукраїнського об'єднання «Батьківщина» | Шпиколосівська загальноосвітня школа, вчитель                           |
| 12       | Скакальський Ярослав Степанович | 31.10.2010            | середня | позапартійний                                 | пенсіонер                                                               |
| 13       | Гончарук Надія Василівна        | 31.10.2010            | середня | позапартійна                                  | ЗАТ «Молоко», зливщик молока                                            |
| 14       | Базан Ліана Степанівна          | 31.10.2010            | середня | позапартійна                                  | Шпиколосівська сільська рада, зав. ФАП                                  |
| 15       | Дячук Лідія Василівна           | 31.10.2010            | середня | позапартійна                                  | ВАТ «Папірус»                                                           |